# Rocca di Cambio
Rocca di Cambio település Olaszországban, Abruzzo régióban, L’Aquila megyében. Lakosainak száma 496 fő (2023. január 1.). Rocca di Cambio Lucoli, Ocre, Rocca di Mezzo és L’Aquila községekkel határos.

## Népesség
A település lakossága az elmúlt években az alábbi módon változott:
| Lakosok száma | 530  | 512  | 496  |
|               | 2017 | 2018 | 2023 |